# Schleuse Dahlhausen
Die Schleuse Dahlhausen ist eine von 16 Schleusen, die auf Anordnung von König Friedrich II.  für die Ruhrschifffahrt gebaut wurden. Sie liegt am Südufer der Ruhr in der Gemarkung Dumberg der Stadt Hattingen. Der Bochumer Stadtteil Dahlhausen befindet sich am gegenüberliegenden Ufer.

## Geschichte
Von 1774 bis 1775 ließ der Königliche Kammerherr Clemens August Freiherr von Elverfeldt die Schleuse aus Holz errichten. Laut Inschriftentafel wurde sie 1829 aus Holz neugebaut. Im Jahre 1844 folgten die aus Sandsteinquadern gemauerten Schleusenwände. Die Tore sind genietete Eisenbleche. Die Schleuse wurde per Hand bedient. Sie diente der Umschiffung der Dahlhauser Mühlenschlacht (Mühlenwehr).
1988 wurde die Schleusenkammer und das Schleusenhaus in die Baudenkmalliste von Hattingen eingetragen. Das Staatliche Umweltamt Duisburg ließ die Schleusentore reparieren und benutzt nun die Schleuse für seine Servicefahrzeuge. Ein anderes technisches Denkmal liegt unweit entfernt, die auf Pontons liegende Schwimmbrücke Dahlhausen.
2013 nahm der Regionalverband Ruhr Schleuse und Schwimmbrücke in die Route der Industriekultur auf. 